# Gérard Mulumba Kalemba
Gérard Mulumba Kalemba (Kananga, 8 luglio 1937 – Kinshasa, 15 aprile 2020) è stato un vescovo cattolico della Repubblica Democratica del Congo.

## Biografia
Gérard Mulumba Kalemba nacque a Kananga l'8 luglio 1937. Era fratello dell'ex presidente Étienne Tshisekedi wa Mulumba e prozio dell'attuale Félix Tshisekedi.

### Formazione e ministero sacerdotale
Studiò teologia a Kinshasa e alla Katholieke Universiteit Leuven e sociologia dello sviluppo all'Université catholique de Louvain.
Il 20 agosto 1967 fu ordinato presbitero.

### Ministero episcopale
Il 19 gennaio 1989 papa Giovanni Paolo II lo nominò vescovo di Mweka. Ricevette l'ordinazione episcopale il 9 luglio successivo vicino all'Istituto di belle arti di Mweka dal vescovo di Mbujimayi Joseph Nkongolo, co-consacranti il vescovo di Luebo Emery Kabongo Kanundowi e l'arcivescovo metropolita di Kananga Martin-Léonard Bakole wa Ilunga. Durante la stessa celebrazione prese possesso della diocesi.
Fu un vescovo semplice, saggio e molto attento e disponibile alle esigenze dei più poveri. Ospitò orfani e bambini nel suo vescovado creando una vera atmosfera familiare. Sul piano pastorale e liturgico, ebbe molte iniziative tra le quali la composizione di canti che lui stesso cantava con enfasi durante la messa.
Nel gennaio del 2006 e nel settembre del 2014 compì la vista ad limina.
Il 18 febbraio 2017 papa Francesco accettò la sua rinuncia al governo pastorale della diocesi per raggiunti limiti di età. In seguito si trasferì in una casa di accoglienza della Caritas a Kinshasa.
Il 21 maggio 2019 il suo pronipote Félix Tshisekedi, da qualche mese presidente della Repubblica, lo nominò capo della Casa Civile del Capo dello Stato. Questo organo è sotto l'autorità diretta del Presidente della Repubblica ed è responsabile della gestione della cura e della logistica delle case private e dei siti presidenziali, della segreteria privata del capo dello Stato e del servizio medico del presidente.
Morì a Kinshasa il 15 aprile 2020 all'età di 82 anni per complicazioni da COVID-19. Le esequie si tennero il giorno successivo in forma strettamente privata a causa della pandemia di COVID-19 e furono presiedute dal cardinale Fridolin Ambongo Besungu. È sepolto nel cimitero del seminario "Sant'Andrea Kaggwa" a Kinshasa.

## Genealogia episcopale
La genealogia episcopale è:
- Cardinale Scipione Rebiba
- Cardinale Giulio Antonio Santori
- Cardinale Girolamo Bernerio, O.P.
- Arcivescovo Galeazzo Sanvitale
- Cardinale Ludovico Ludovisi
- Cardinale Luigi Caetani
- Cardinale Ulderico Carpegna
- Cardinale Paluzzo Paluzzi Altieri degli Albertoni
- Papa Benedetto XIII
- Papa Benedetto XIV
- Papa Clemente XIII
- Cardinale Marcantonio Colonna
- Cardinale Giacinto Sigismondo Gerdil, B.
- Cardinale Giulio Maria della Somaglia
- Cardinale Carlo Odescalchi, S.I.
- Vescovo Eugène-Charles-Joseph de Mazenod, O.M.I.
- Cardinale Joseph Hippolyte Guibert, O.M.I.
- Cardinale François-Marie-Benjamin Richard de la Vergne
- Cardinale Pietro Gasparri
- Cardinale Clemente Micara
- Cardinale Jozef-Ernest Van Roey
- Vescovo Karel Justinus Marie Ernest Calewaert
- Arcivescovo Bernard Mels, C.I.C.M.
- Vescovo Joseph Nkongolo
- Vescovo Gérard Mulumba Kalemba